# الخلقة

تعديل مصدري - تعديل

الخلقة هي إحدى حارات حي الظهار بمدينة إب اليمنية، بلغ تعداد سكانها 7236 نسمة حسب تعداد اليمن لعام 2004.